# Fiorinia gelonii
Fiorinia gelonii är en insektsart som beskrevs av Green 1900. Fiorinia gelonii ingår i släktet Fiorinia och familjen pansarsköldlöss. Inga underarter finns listade i Catalogue of Life.